# 徐匡迪
徐匡迪（1937年12月11日—），初名徐抗敌，汉族，浙江崇德（今属桐乡）人，中国共产黨、中华人民共和国钢铁冶金及政治人物，原副国级领导人。北京钢铁学院（现北京科技大学）冶金系毕业。中共第14届中央候补委员，第15、16届中央委员。历任上海工业大学常务副校长、上海市高等教育局局长，上海市计划委员会主任，上海市人民政府市长（1995年至2001年），中国工程院党组书记、院长（2002年至2010年），第十届全国政协副主席（2003年至2008年，位列国家级副职党和国家领导人）。现任中国金属学会理事长、中国工业经济联合会会长，京津冀协同发展专家咨询委员会组长，上海大学教授、博士生导师。1995年当选中国工程院院士，现为中国工程院主席团名誉主席。

## 生平

### 早年
徐匡迪出生前，八一三事变爆发，日军进攻江浙。他的祖父死于日军空袭。1937年底，日军烧毁了徐家在桐乡的房屋，徐匡迪的父母不得不踏上逃难之路。父亲步行，怀孕的母亲乘独轮车。离开家乡大约两个月，母亲在浙江与江西两省交界的山区的一个小庙中生下了他。由于那一带叫做松岭，他的小名被取作松松。父母为他取名抗敌，希望他牢记国仇家恨、保卫家国。一家人最后逃难到昆明。1942年，徐抗敌进入西南联大附小读书。1944年，读小学二年级下半学期时，老师以日本即将战败、不需要一辈子抗敌为由建议他改名“匡迪”，意为“匡扶正义，迪吉平安”。征得父母同意后，他改名徐匡迪。
1946年，抗日战争胜利，徐匡迪返回故里。他在杭州读完了初中、高中，高中就读于杭州高级中学。徐匡迪喜欢音乐，报道称他擅长大提琴和歌唱。他本来打算报考艺术院校，希望进入中央音乐学院或上海音乐学院。那时艺术院校先于其他高校招生，他没有考上中央音乐学院和上海音乐学院，但是西安音乐学院愿意录取他。他对录取结果不满意，参加了之后的高考。响应国家发展钢铁工业的号召，他报考了北京钢铁工业学院。

### 治学
1954年，从浙江省杭州高级中学毕业后，进入北京钢铁工业学院（今北京科技大学）学习。1959年毕业时，他本来考上了北京钢铁工业学院的研究生，但是由于父亲被划为右派，无法继续学习。不过，他获准留校任教。1963年，被调往上海工学院，在冶金工程系当助教，后升任炼钢教研室副主任。文化大革命开始后，在1971年被下放到安徽省鳳陽縣“五七干校”劳动；一年后回到讲台，先后在上海机械学院和上海工业大学冶金工程系任教。
自1980年起，徐匡迪历任上海工业大学（今上海大学）冶金工程系副主任、主任、副教授和教授，期间曾到英国帝国理工学院做合作研究及访问学者。1983年6月加入中国共产党。1984年至1985年间赴瑞典斯堪的纳维亚·兰塞尔公司工作，任副总工程师和技术经理。1986年回国后，被任命为上海工业大学的常务副校长，1989年出任上海市高等教育局局长。

### 从政
对于从政，徐匡迪曾表示自己在瑞典兰赛尔公司工作时，经常到国际上去招标與投标，而參與项目时更需要有一些融资的方案，慢慢地就对资金的运作比较清楚，也開始对经济感兴趣。1990年，徐匡迪陪同时任上海市市长朱镕基出访欧洲，受到赏识。翌年被任命为上海市计划委员会主任，以54岁的年龄进入政界。
1991年8月，徐匡迪被提升为上海市副市长，三个月后当选中共上海市委常委，两年后又晋升中共上海市委副书记。1995年2月，接任上海市市长，同年又当选为中国工程院院士。这使他成为中国第一位拥有“院士”资格的市长。
2001年12月7日，徐匡迪突然辞去了上海市市长的职务。次年年初，被宣布出任中国工程院党组书记，并在当年5月当选中国工程院院长。2003年3月，在第十届全国政协第一次会议上，徐匡迪又当选为全国政协副主席，成为党和国家领导人，同年9月起又兼任中国工业经济联合会会长，2006年连任中国工程院院长。
2010年6月，已担任两届工程院领导职务的徐匡迪正式退休。
2014年，担任京津冀协同发展专家咨询委员会组长。

## 学术成就
徐匡迪教授长期从事电炉炼钢、喷射冶金、钢液二次精炼及熔融还原的研究，曾成功研制的SGDF型喷粉罐获得了广泛应用。其他的研究成果如高纯管线钢的真空循环脱气、喷粉（RH-IJ）技术、超低硫钢冶炼技术及铁浴法熔融还原不锈钢母液等等，都在国内外企业中得到应用。徐匡迪还提出了铁液脱硫的“拟一级不可逆反应处理法”及锰熔融还原三步反应模式等；发表学术论文50余篇，专著6本。

## 学术荣誉
徐匡迪曾先后获得过六项国家级、部委级和上海市重大科技成果奖、科技进步奖，还曾被授予“国家级有突出贡献的中青年科技专家”称号，徐同时还是「英国皇家土木工程师协会」荣誉会员和「英国皇家工程院」荣誉院士。
- 2003年5月，当选瑞典皇家工程科学院外籍院士。
- 2006年9月，获“瑞典皇家北极星大十字司令官”勋章。
- 2007年8月，获「日本铁钢学会」荣誉会员称号。

## 评价
徐匡迪是中国第一位“院士市长”，担任市长期间还带了几个博士班，与学术界关系密切，而且英语流利，曾经用英语接受BBC访谈节目《HARDtalk》专访。
徐的主要贡献是改善了上海的投资环境，继续了浦东开发开放的政策。因其任内出色的工作表现及他与朱镕基的密切关系，曾经一度传言有可能升任国务院副总理。但在2001年12月7日，徐匡迪突然辞去上海市长职务，此事引起外界猜测，有媒体揣测徐匡迪与前中共上海市委书记黄菊不合，但继任人选兼常务副市长的陈良宇曾解释说，徐匡迪辞职的原因是因为年龄到限，65岁是中共对于担任正部级官员年龄的最高规定。